# Горошек волосистый
Горошек волосистый (лат. Vícia hirsúta) — вьющееся однолетнее травянистое растение, вид рода Горошек семейства Бобовые (Fabaceae).
Растение со сложными парноперистыми листьями, заканчивающимися усиком, с мелкими бледно-голубоватыми цветками, собранными в рыхлые кисти по 2—8. Бобы содержат по два семени.

## Ботаническое описание

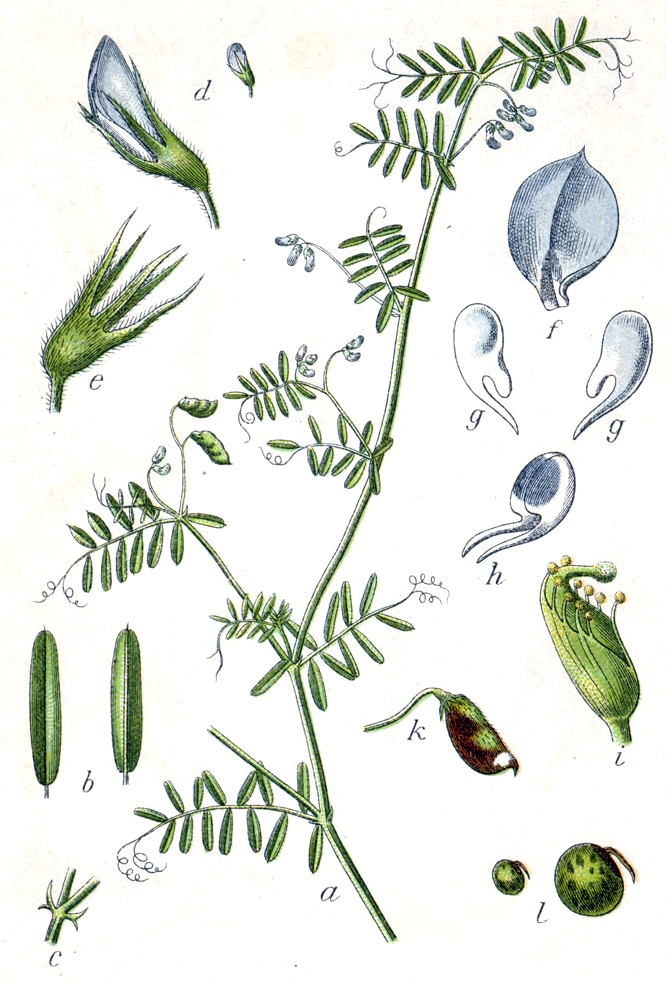

Однолетнее травянистое растение (10)20—70(140) см высотой, с сильно ветвистым слабым стеблем до 1 мм толщиной, четырёхребристым или многоугольным, почти голым или короткореснитчатым.
Листья парноперисто сложные, заканчивающиеся обыкновенно длинным ветвистым или простым усиком, с 4—12(18) парами листочков. Прилистники 4—5 мм длиной, полустреловидные, с двураздельными нижними долями, или же цельные, ланцетные. Листочки 5—20(30) мм длиной и 0,5—3(6) мм шириной, на черешочках до 2 мм длиной, линейные или продолговато-обратнояйцевидные, цельнокрайные, на конце притупленные, с коротким остроконечием или выемкой, сверху голые, снизу голые или рассеянно прижатоопушённые.
Цветки в рыхлых немногоцветковых пазушных кистях, редко одиночные. Цветоножки до 1 мм длиной, короткоопушённые. Чашечка до 3 мм длиной, рассеянно волосистая, колокольчатая, с равными треугольно-шиловидными зубцами. Венчик менее, чем в два раза длиннее чашечки, 2,5—4(5) мм длиной. Флаг 2—2,2 мм шириной, обратнояйцевидный, на конце цельный или с выемкой, голый, бледно-голубой. Крылья голые, эллиптически-обратнояйцевидные, длиннее лодочки. Лодочка эллиптически-обратнояйцевидная, голая, бледно-голубая.
Бобы 6—11 мм длиной и 3—5 мм шириной, продолговато-ромбические, поникающие, чёрные, покрытые густым коротким опушением, вмещающие, как правило, 2 семени, реже по 1—3 семени сплюснуто-шаровидной формы, красновато-чёрного или оливково-зелёного цвета, 1,5—3 мм в диаметре.

## Распространение
Широко распространённое по всей Европе, за исключением крайних северных районов, растение. Также распространено в Сибири, на Кавказе, в Средней и Восточной Азии. Занесено в Северную Америку, где также широко распространилось.

## Значение
Часто встречается на полях в качестве сорного в посевах озимых культур. Во время Первой мировой войны использовалось в пищу в Германии.

## Классификация

### Таксономия
Vicia hirsuta (L.) Gray, 1822, Nat. Arr. Brit. Pl. 2: 614 (1821 publ. 1822)
Вид Горошек волосистый относится к роду Горошек (Vicia) подсемейства Мотыльковые (Papilionoideae) семейства Бобовые (Fabaceae) порядка Бобовоцветные (Fabales). Таксономическая схема в соответствии с Системой APG IV по состоянию на декабрь 2023 года:
|  |                                      |  |                                   |                                   |                   |  | ещё 3 семейства | ещё 3 семейства   |                          |  |  |  | еще 523 рода                                                    | еще 523 рода       |  |  |
|  |                                      |  |                                   |                                   |                   |  | ещё 3 семейства | ещё 3 семейства   |                          |  |  |  | еще 523 рода                                                    | еще 523 рода       |  |  |
|  |                                      |  |                                   | порядок Бобовоцветные             |                   |  |                 |                   | подсемейство Мотыльковые |  |  |  |                                                                 | Горошек волосистый |  |  |
|  |                                      |  |                                   | порядок Бобовоцветные             |                   |  |                 |                   | подсемейство Мотыльковые |  |  |  |                                                                 | Горошек волосистый |  |  |
|  | отдел Цветковые, или Покрытосеменные |  |                                   |                                   | семейство Бобовые |  |                 |                   | род Горошек              |  |  |  |                                                                 |                    |  |  |
|  | отдел Цветковые, или Покрытосеменные |  |                                   |                                   |                   |  |                 |                   |                          |  |  |  |                                                                 |                    |  |  |
|  |                                      |  | ещё 63 порядка цветковых растений | ещё 63 порядка цветковых растений |                   |  |                 | еще 5 подсемейств | еще 5 подсемейств        |  |  |  | еще 296 подтвержденных видов и 52 вида, ожидающих подтверждения |                    |  |  |
|  |                                      |  |                                   | ещё 63 порядка цветковых растений |                   |  |                 |                   | еще 5 подсемейств        |  |  |  |                                                                 |                    |  |  |

### Синонимы
- Cicer hirsutum Vest
- Cracca hirsuta (L.) Gennari
- Cracca minor Gren. & Godr.
- Cracca minor Gren. & Godr.
- Cracca minor var. eriocarpon Gren. & Godr.
- Cracca minor var. leiocarpon Moris
- Endiusa hirsuta (L.) Alef.
- Ervilia hirsuta (L.) Opiz
- Ervilia vulgaris Godr.
- Ervum filiforme Roxb.
- Ervum hirsutum L.
- Ervum hirsutum Lour.
- Ervum hirsutum f. pauciflorum Brenner
- Ervum hirsutum var. angustifolium Wahlenb.
- Ervum hirsutum var. eriocarpon (Gren. & Godr.) Pit. & Proust
- Ervum sardoum Moris ex Spreng.
- Vicia abyssinica Herb. ex Colla
- Vicia coreana H.Lév.
- Vicia coreana H.Lév.
- Vicia hirsuta subsp. leiocarpa (Moris) Arcang.
- Vicia hirsuta var. hefeiana J.Q.He
- Vicia hirsuta var. leiocarpa (Moris) Rouy
- Vicia leiocarpa Moris
- Vicia micrantha Sennen & Elías
- Vicia mitchellii Raf.
- Vicia parviflora Lapeyr.
- Vicia taquetii H.Lév.
- Vicia taquetii H.Lév.
- Vicia tenorei Ces., Pass. & Gibelli